# إدارة النوادي والفنادق للقوات المسلحة (مصر)
إدارة النوادي والفنادق للقوات المسلحة هي إحدى الإدارات المركزية للقوات المسلحة المصرية وتختص بإدارة فنادق ونوادي وقرى القوات المسلحة المصرية المختلفة وهي تقدم خدمات ترفيهية للضباط وأسرهم وبعضها يقدم خدماته أيضا للمدنيين.

## التاريخ
أنشئ أول نادي لضباط القوات المسلحة عام 1938 تحت إسم نادي ضباط الجيش بمنطقة الزمالك. وفي عام 1969 بدأت الإدارة ممارسة مهامها تحت اسم (جهاز النوادي التابع لإدارة الشئون المعنوية).
في 21 أبريل 1979 تم تشكيل إدارة نوادي وفنادق ضباط القوات المسلحة كأحد الإدارات المركزية للقوات المسلحة المصرية نظراً لتزايد أعداد الضباط وأسرهم الأمر الذي استدعى إنشاء إدارة مستقلة تتولى تقديم الخدمات والأنشطة المختلفة للضباط وأسرهم وكذلك تطوير النوادي وكان مقرها نادي ضباط القوات المسلحة بالزمالك وكان إجمالي عدد النوادي والفنادق وقتها 29.

## فنادق القوات المسلحة
| - نادي وفندق 6 أكتوبر السلام للقوات المسلحة مدينة السلام، القاهرة - نادي وفندق القوات المسلحة زهراء مدينة نصر، القاهرة - نادي وفندق 6 أكتوبر الحلمية للقوات المسلحة حلمية الزيتون، القاهرة - نادي وفندق 6 أكتوبر الأنفوشي للقوات المسلحة الأنفوشي، الإسكندرية - نادي وفندق القوات المسلحة بلطيم، كفر الشيخ - نادي وفندق القوات المسلحة بحيرة قارون، الفيوم | - فندق المندرة لضباط القوات المسلحة المندرة، الإسكندرية - نادي وفندق القوات المسلحة زهراء المعادي، القاهرة - نادي وفندق النصر للقوات المسلحة مدينة نصر، القاهرة - نادي وفندق ضباط القوات المسلحة الزمالك، القاهرة - نادي وفندق ضباط القوات المسلحة حي المناخ، بور سعيد - نادى وفندق قصر الأهرام لضباط القوات المسلحة الهرم، الجيزة | - فندق ونادي محطة الرمل للقوات المسلحة محطة الرمل، الإسكندرية - فندق ونادي أسيوط للقوات المسلحة كورنيش النيل، أسيوط - فندق 26 يوليو للقوات المسلحة ثروت، الإسكندرية - فندق السلام للقوات المسلحة مرسى مطروح - فندق الأُبَيِّض للقوات المسلحة حي القصر، مرسى مطروح - فندق ونادي القوات المسلحة رأس البر، دمياط | - فندق ابروتيل اسوان القوات المسلحة كورنيش النيل، أسوان - فندق ونادى الجوهرة لأفراد القوات المسلحة السويس - فندق الجميل للقوات المسلحة بورسعيد - فندق وردة العصافرة للقوات المسلحة العصافرة، الإسكندرية - فندق ونادي جمصة للقوات المسلحة جمصة ، الدقهلية |

## أندية القوات المسلحة
| - نادي المعادي لضباط القوات المسلحة المعادي، القاهرة - نادي الجلاء للقوات المسلحة مصر الجديدة، القاهرة - نادي الأبطال للقوات المسلحة عين الصيرة، القاهرة - نادي الأبطال للقوات المسلحة المناصرة، بورسعيد - نادي الشاطئ للقوات المسلحة بحيرة التمساح، الإسماعيلية - نادي دمنهور للقوات المسلحة دمنهور ، البحيرة | - نادى حرس الحدود محطة الرمل، الإسكندرية - نادى الشاطئ لضباط القوات المسلحة سيدي جابر، الإسكندرية - نادي ضباط القوات المسلحة الكرنك، الأقصر - نادي الرماية للقوات المسلحة الهرم، الجيزة - نادي ضباط القوات المسلحة بالمنصورة المنصورة ، الدقهلية | - نادي طلائع مينا للقوات المسلحة قنا - نادي طلائع الجيش كوبري القبة ، القاهرة - نادي طلائع السلام مدينة السلام ، القاهرة - نادي طلائع الوراق للقوات المسلحة الوراق ، الجيزة - نادى طلائع الزيتون حي الزيتون ، القاهرة | - نادي أحمد عرابي لضباط القوات المسلحة الزقازيق، الشرقية - نادي ضباط القوات المسلحة شرق المنيا، المنيا - نادي العريش للقوات المسلحة حي الضاحية، العريش ، شمال سيناء - نادي بورتوفيق لضباط القوات المسلحة بورتوفيق ، السويس - نادي التجديف لضباط الجيش الثالث الميداني السويس |

## قرى القوات المسلحة
- قرية فخر البحار للقوات المسلحة - الساحل الشمالي، الإسكندرية
- قرية الزهور للقوات المسلحة - العين السخنة، السويس
- قرية سيدي كرير للقوات المسلحة - الساحل الشمالي، الإسكندرية

## مديري الإدارة
- لواء / أمجد عبد ربه.[3]
- لواء / عاطف عبدالرؤوف.[4]
- لواء / خالد شعيب.[5]
- لواء / نبيل سلامة.[6]
- لواء / إسماعيل البحيري.[7]